# 제임스 서버
제임스 그로버 서버(영어: James Grover Thurber, 1894년 12월 8일~1961년 11월 2일)는 미국 유머작가이자 만화가이다.